# IC 817
IC 817 = IC 3764 ist eine elliptische Galaxie vom Hubble-Typ E/S0 mit aktivem Galaxienkern im Sternbild Jungfrau auf der Ekliptik. Sie ist schätzungsweise 329 Millionen Lichtjahre von der Milchstraße entfernt und hat einen Durchmesser von etwa 60.000 Lichtjahren. Gemeinsam mit IC 816 bildet sie ein gravitativ gebundenes Galaxienpaar und unter der Katalognummer VCC 2046 wird sie als Mitglied des Virgo-Galaxienhaufens gelistet, ist dafür jedoch zu weit entfernt.
Im selben Himmelsareal befinden sich u. a. die Galaxien IC 3724, IC 3732, IC 3767, IC 3773.
Das Objekt wurde am 5. Mai 1888 vom US-amerikanischen Astronomen Lewis Swift entdeckt.